# Hämorrhoidal-Arterien-Ligatur
Die dopplergesteuerte Hämorrhoidal-Arterien-Ligatur (HAL) ist ein chirurgisches Verfahren zur operativen Behandlung krankhaft vergrößerter Hämorrhoiden.
Dabei handelt es sich um ein relativ neues minimal-invasives Verfahren, das im Vergleich zu klassischen Operationen geringere Schmerzen und schnellere Heilung verspricht.

## Anwendungsgebiet (Indikation)
Bei Hämorrhoiden 2. oder 3. Grades. Im Gegensatz zu zirkulären Verfahren, wie beispielsweise der Stapler-Hämorrhoidopexie nach Longo, spielt es keine Rolle, ob alle drei, oder nur einzelne Segmente zu behandeln sind.

## Historie
Erstmals 1995 in Japan von Kazumasa Morinaga vorgestellt, beruht dieses Verfahren auf der Entwicklung eines neuartigen, von seinen Erfindern als Moricorn bezeichneten Operationsgerätes. Dieses ähnelt einem Proktoskop und enthält in seiner Spitze einen Ultraschall-Sensor (Dopplertransducer).

## Technik
Das Verfahren konzentriert sich auf einen relativ schmerzunempfindlichen Bereich des Mastdarms oberhalb der Linea dentata. Genauer gesagt auf die dort gelegenen Arterien, welche die Hämorrhoidalpolster, die im Bereich der empfindlichen Analschleimhaut direkt unterhalb liegen, mit Blut versorgen. Zunächst wird das eigens für diese Behandlung entwickelte Spezial-Proktoskop (ca. 25 mm im Außendurchmesser) in den Analkanal eingeführt. Mithilfe des Ultraschall-Sensors und einer kleinen Lichtquelle in der Spitze des Instruments werden die Arterien genau geortet, mit einer Nadel umstochen, die durch ein Fenster im Operationsgerät geführt wird, und schließlich mit einer Schlinge unterbunden. Auf diese Weise werden nacheinander zwischen drei und fünf Zuflüsse stillgelegt. Der unterversorgte Knoten beginnt daraufhin abzuschwellen.
Eine Weiterentwicklung der Hämorrhoidal-Arterien-Ligatur ist die Transanale Hämorrhoidal-Arterien-Ligatur (THD).

## Verlauf
Die Behandlung kann ohne Narkose durchgeführt werden. Es ist lediglich manchmal eine medikamentöse Ruhigstellung (z. B. durch Lidocain-Gel) erforderlich. Überwiegend wird der Eingriff ambulant durchgeführt, manchmal bleibt der Patient jedoch noch die darauffolgende Nacht zur Beobachtung im Krankenhaus. Manche Operateure unterbinden lieber nur wenige Arterien und nehmen bei Bedarf nach vier Wochen noch einmal eine Nachbehandlung vor.
Der Eingriff dauert zwischen 15 und 25 Minuten.
Ein Erfolg zeigt sich relativ kurzfristig und tritt nach ersten amerikanischen und australischen Studien bei 90 bis 95 % aller Fälle ein. Seltene Schmerzen und Beschwerden aufgrund des Eingriffs lassen meist schon nach wenigen Tagen nach, im Bedarfsfall hilft ein leichtes Schmerzmittel. Die Arbeitsfähigkeit ist in der Regel sofort gegeben, spätestens am nächsten Tag.

## Risiken und Komplikationen
Blutungen oder Infektionen als Folge des Eingriffs treten nur äußerst selten auf, können allerdings bei Patienten mit einer vorbestehenden Gerinnungsstörung erheblich sein.
Stuhlinkontinenz oder Schließmuskelverletzungen, die als Operationsfolge bei anderen Verfahren gelegentlich zu beobachten sind, wurden nach dieser Methode bislang nicht festgestellt.
Die ersten Studienergebnisse liegen vor. Die unmittelbare Wirksamkeit bezogen auf die bestehenden Symptome ist gut. Postoperativ werden ca. 2/3 der Patienten beschwerdefrei. Allerdings kommen bei 40 % nach drei bis vier Jahren die Beschwerden wieder. Die Leitlinien der Deutschen Gesellschaft für Koloproktologie bewerten auf Grund unzureichender Studienlage die Hämorrhoidal-Arterien-Ligatur noch nicht.

## Rezidiv
Im Vergleich zu anderen Verfahren, bei denen Gewebe entfernt wird, ist ein erneutes Auftreten von Hämorrhoiden-Beschwerden in der Zeit nach der Behandlung wahrscheinlicher, das heißt die Rezidivquote ist hier etwas höher. Eine Wiederholung der Behandlung ist aber ohne weiteres möglich.